# Stepan Klotschurak

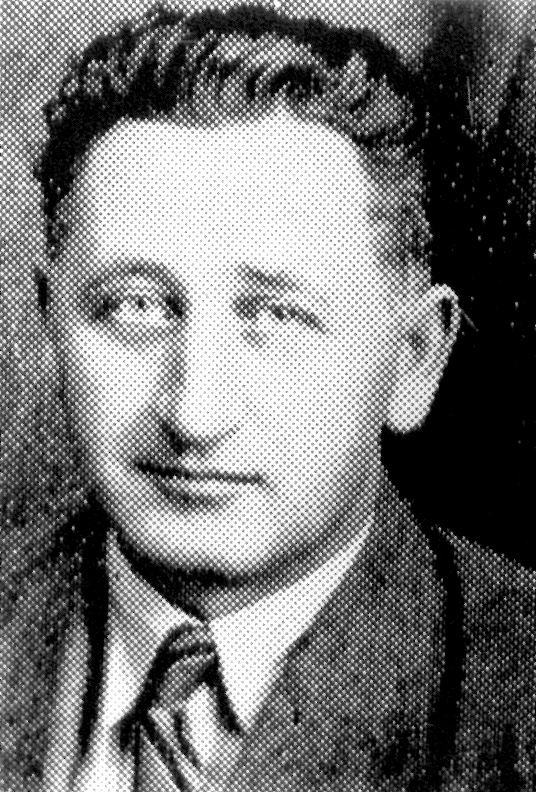
Stepan Klotschurak, 1930er Jahre

Stepan Stepanowytsch Klotschurak (ukrainisch Степан Степанович Клочурак, tschechisch Stepan Kločurak; * 27. Februar 1895 in Jassinja, Österreich-Ungarn; † 8. Februar 1980 in Prag, Tschechoslowakei) war ein ukrainischer Rechtsanwalt, Journalist und Politiker.

## Leben
Stepan Klotschurak kam in Jassinja im Komitat Máramaros des Königreich Ungarn im heutigen Rajon Rachiw der ukrainischen Oblast Transkarpatien zur Welt. Er absolvierte ein Studium der Rechtswissenschaft an der Universität Bratislava und diente während des Ersten Weltkrieges als Offizier in der Armee Österreich-Ungarns.
Nach dem Zerfall Österreich-Ungarns und anschließender Ausrufung der unabhängigen Huzulischen Republik (Гуцульська Республіка) durch die Huzulen wurde er am 8. Januar 1919 deren Präsident und blieb dies bis zu deren Ende am 11. Juni 1919.
Vom 6. März 1939 bis 15. März 1939 war er in der autonomen karpatenukrainischen Regierung Awgustyn Woloschyn III Minister für Landwirtschaft, Arbeit, Gesundheit, Industrie, Handel und Gewerbe und vom 15. März 1939 bis 18. März 1939 in der Regierung Julijan Rewaj  Wirtschafts- und Verteidigungsminister der unabhängigen Karpatenukraine.
Nach der Besetzung der Karpatenukraine durch Ungarn emigrierten er im März 1939 nach Prag, wo er im Mai 1945 von der sowjetischen Spionageabwehr SMERSch festgenommen und bis 1956 in einem Gulag inhaftiert wurde. 1957 kehrte er nach Prag zurück, wo er 84-jährig starb. Er veröffentlichte zahlreiche Artikel in ukrainischer Sprache.

## Ehrungen
- Ukrainischer Orden der Freiheit (posthum 2019)[3]